# Náměšť nad Oslavou
Náměšť nad Oslavou là một thị trấn thuộc huyện Třebíč, vùng Vysočina, Cộng hòa Séc.